# 린린 루
린린 루(Linlyn Lue)는 배우이다.
자메이카에서 태어났다.

## 출연 작품

### 영화
- 다크 사이드 (1994, Boulevard)
- 여섯 쌍둥이는 괴로워 (1999, Half a Dozen Babies) - 간호사 수전 역
- Ice Bound (2003)
- 눈먼 자들의 도시 (2008)
- 유 아 히어 (2010)
- 토탈 리콜 (2012) - 레지스탕스 여인 역